# Vaginamuseum

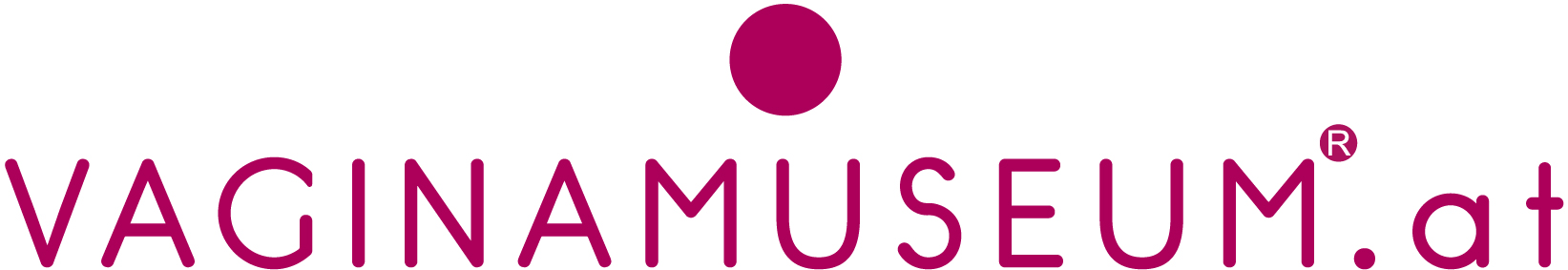
Logo des Vaginamuseums

Das internationale virtuelle Vaginamuseum ist ein 2014 von der Künstlerin Kerstin Rajnar gegründetes Internetprojekt. Es besteht aus einer virtuellen Galerie und einem virtuellen Archiv mit Hintergrundinformationen über das weibliche Geschlechtsorgan. Ziel des Projekts ist es, die künstlerische Auseinandersetzung mit dem weiblichen Geschlecht zu fördern und den Begriff Vagina positiver zu besetzen als beispielsweise in der Pornografie oder in der Umgangssprache.
Außerdem gibt es in London ein reales Vaginamuseum, das 2019 eröffnet wurde.

## Themen
Das virtuelle Vaginamuseum ist eine kulturelle und informative Bildungsplattform. Expertinnen der Kunstgeschichte und dem Gesundheitswesen sowie Kunstschaffende aus unterschiedlichen Sparten gegenwärtiger Kunst (Literatur, Bildende Kunst, Performance, Medienkunst, Musik) erstellen gemeinsam eine informative Plattform, die vom Inhalt und vom Aufbau an ein reales Museum erinnert.
Die Galerie bietet Interessierten aus den verschiedenen Disziplinen der Kunst einen virtuellen Platz zur Präsentation ihrer Ideen, Konzepte und Beiträge. Kritische und sorgfältige künstlerische Bearbeitungen rund um das Thema „Das weibliche Geschlecht“ sollen zum Nachdenken anregen und neue Perspektiven aufzeigen. Die erste Ausstellung des Vaginamuseums mit dem Titel Vagina 2.0 ist eine Auseinandersetzung mit den gegenwärtigen Begriffen und subjektiven Bedeutungen der weiblichen Geschlechtsorgane. Die bei einem Open Call für die Ausstellung eingereichten Beiträge thematisieren frühe Darstellungen von Vulva-Symbolen unterschiedlicher Kulturen und Zeiten bis hin zum Leben und Arbeiten in sozialen medialen Online-Plattformen und zum Sex-positiven Feminismus im Cyberspace.
Das Archiv umfasst allgemeine Hintergrundinformationen über das weibliche Geschlecht. Die erste Ausarbeitung bezieht sich auf europäische Vaginadarstellungen in der Kunstgeschichte.
Das Vaginamuseum erarbeitete Konzepte zu den Themenschwerpunkten: Kunst und Kultur und Leib und Leben – Die positive Kraft der Weiblichkeit.

## Ausstellungen der Galerie

### Vagina 2.0
Die virtuelle Eröffnungsausstellung, kuratiert von der Medienkünstlerin Doris Jauk-Hinz, thematisiert die Auseinandersetzung mit den gegenwärtigen Begriffen und subjektiven Bedeutungen der weiblichen Geschlechtsorgane. Die Reflexionen über den Umgang mit dem Begriff Vagina geschehen über Vorstellungen, Erwartungen, Zuschreibungen, Assoziationen und emotionale Stimmungen mit den Mitteln der Kunst. Die in der virtuellen Galerie ausgestellten Arbeiten spannen einen thematischen Bogen früher Darstellungen von Vulva-Symbolen unterschiedlicher Kulturen und Zeiten bis hin zum Leben und Arbeiten in sozialen medialen Online-Plattformen und Sex-positivem Feminismus im Cyberspace.
Beteiligte Künstlerinnen und Künstler sind (alphabetisch gereiht): Kollektiv AMAE (GB), Teresa Ascencao (CA), Mattia Biagi (US), Iwona Demko (PL), Kollektiv Freudenweide & Villefort (AT), Faith Holland (US), Barbara Klampfl / Gisela Reimer (AT), Petra Mattheis (DE), Sofia Ntontis (AT), Angela Proyer (AT), Melinda Rackham (AU), Rosa Roedelius (AT), Grit Scholz (DE), Ulla Sladek (AT), Christina Strasser (AT), Myriam Thyes (DE), Dorothée Zombronner (DE)

### Geburt_to animate
Die zweite virtuelle Ausstellung, untersucht das „Innere“ des funktionalen weiblichen Körpers als „Nest“ und als Empfangs- und Austragungsort für neues Leben – als kulturellen Ort des Entstehens. Die künstlerischen Beiträge thematisieren natürliche und künstliche Prozesse der Entstehung von Leben innerhalb einer kulturellen Dynamik. Sehnsüchte über die Gestaltung von „Entstehung“ werden dargestellt und reichen von der metaphorischen Umsetzung in künstlerischen Prozessen bis zur „Selbstgestaltung“ von Leben. Artikel zum Thema Geburt ergänzen die Ausstellung.
Beteiligte Künstlerinnen und Künstler sind (alphabetisch gereiht): Zara Alexandrova (DE), Teresa Ascencao (CA), Rachelle Beaudoin (US), Yvonne Beelen (NL), Ada Kobusiewicz (AT/POL), Renate Kordon (AT), Bernhard Krähenmann (CH), Gertrude Moser-Wagner (AT), Boryana Rossa (US), Barbara Schmid / Ulla Sladek (AT), Maja Smekar (SI)

## Bereiche des Archivs

### Kunstgeschichte
Der Bereich wurde ausgearbeitet von der Kunsthistorikerin Sara Buchbauer. Er zeigt einen kunsthistorischen Überblick über die Darstellung des weiblichen Geschlechts beginnend mit der europäischen Altsteinzeit bis hin zur Zeitgenössischen Kunst. Als Einführung dienen Epochentexte. Diese bieten in unterschiedlicher Gewichtung sowohl Informationen über politisches wie kulturelles Zeitgeschehen, über die Rolle der Frau als auch über stilistische Merkmale in Bezug auf die Kunst. Die fast 100 Kunstwerke der Epochen wurden beispielhaft gewählt. Sie illustrieren den Zeitstil und dienen als Dokument der einzelnen Entwicklungsschritte.

### Vaginalogie
Dieser Bereich wurde ausgearbeitet von der Medizinerin Jana Studnicka. Er bietet Einblicke in die Themenwelten Frau, Körper, Sexualität und Gesellschaft. Es werden nicht nur medizinische, sondern auch soziale und psychologische Aspekte der Weiblichkeit besprochen. Die Inhalte changieren zwischen Geschlechtsidentität, Sexueller Orientierung, Äußere und Innere weibliche Geschlechtsorgane, Verhütung, Fortpflanzung, Menstruation, Sexualmedizin, Gewalt gegen Frauen etc. Die Ausarbeitung zeigt unterschiedliche Blickwinkel auf verschiedene Fragestellungen und Problempunkte, klärt vorherrschende Gedankenkonstrukte auf und präsentiert dazu aktuelle wissenschaftlichen Erkenntnisse.
Der für Vaginamuseum neu geschaffene Begriff Vaginalogie ist im allgemeinen Sprachgebrauch nicht existent und setzt sich aus dem Wort Vagina und dem Suffix -logie zusammen. Die Idee war einen Kontrapunkt zum medizinischen Begriff Gynäkologie zu setzen. Denn die Gynäkologie befasse sich primär mit der Lehre von den Krankheiten des weiblichen Körpers.

## Rezeption
Im Jetzt-Magazin der Süddeutschen Zeitung erschien anlässlich der Projektgründung 2014 ein gemeinsames Interview mit Kerstin Rajnar und dem Isländer Hjortur Gisli Sigurdsson, der das weltweit einzige Museum für den Penis, das Isländische Phallusmuseum in Reykjavík, leitet. In dem Interview berichtete Rajnar, das Vaginamuseum sei bereits vor der Eröffnung hart kritisiert worden, auch wegen der staatlichen Förderung. Die Kronen Zeitung bezeichnete das Vaginamuseum als „dubioses Projekt“ und forderte im Sinne der Gleichberechtigung ein Penismuseum.
Stephanie Johne schrieb auf der Website Refinery29: „Geschlechterparadigmen gehören kritisch hinterfragt und ein für allemal aufgebrochen. Und wenn der Weg dahin eine positivere Wahrnehmung des weiblichen Geschlechts ist und die Kunst dazu beitragen kann, das weibliche Geschlecht wieder oder überhaupt salonfähig zu machen, dann leistet das virtuelle Vaginamuseum.at einen ganz entscheidenden Beitrag dazu – denn ihre Onlinepräsenz entscheidet am Ende des Tages auch über ihre Offlinepräsenz!“

## Finanzierung
Das zweisprachige Vaginamuseum, übersetzt von der Translationswissenschaftlerin Christine Wilhelm, wird unter anderem von der Kunstsektion des österreichischen Bundeskanzleramtes, von der Kulturabteilung des Landes Steiermark, von der Kulturabteilung der Stadt Wien, von der Kulturabteilung der Stadt Graz und vom Referat Frauen, Antidiskriminierung und Gleichbehandlung Burgenland gefördert.